# 3030 Vehrenberg
3030 Vehrenberg este un asteroid din centura principală, descoperit la 1 martie 1981 de către astronomul american Schelte J. Bus. Asteroidul este numit după astronomul german Hans Vehrenberg.